# Grundskatt
Grundskatt är alla de ordinarie skatter som från medeltiden till 1903 gällde för en jordegendom. Begreppet grundskatt inkluderar förutom den skatt som togs ut av skattehemman och i viss utsträckning från allmänna frälsehemman även den avrad som betalades av brukare på kronohemman. Grundskatterna bestod av jordeboksräntan, mantalsräntan och kronotionden.
På 1892 års riksdag togs beslutet att helt avskaffa grundskatterna. Grundskatterna kom att successivt avskrivas mellan 1893 och 1904.
Räntan kallades under Gustav Vasas tid och framöver för ordinarieränta eller jordeboksränta. Som underlag för bestämmande av skattens storlek, fastställdes hemmanets skattekraft genom taxering. Skattekraften angavs då liksom ännu i mitten av 1900-talet i mantal.

## Grundskatternas uppkomst
Grundskatter i betydelsen av viss jord påvilande, till sina belopp en gång för alla fixerade utlagor ha förekommit i Sverige sedan urminnes tider. Hur de först uppkommit är höljt i ett visst dunkel. De olika namn under vilka de uppträder, tingslame, ledungslame, skeppsvist m.fl., ger dock vid handen, att de ursprungliga varit lösen för allmogen påvilande besvär. Enligt Dick Harrison föddes grundskatten i och med införandet av gengärden.
I landslagen benämns de gemensamt årliga laga utskylder och förklaras allmogen (om frälsets privilegier se frälse) vara pliktig utgöra dem utan tredska.

## Beskattning av självägande och arrenderande bönder
Undan för undan blev de under medeltidens slut utökade i antal genom att forna bevillningar – av glömska eller övergrepp – förvandlades i stående skatter. Utgående utan hänsyn till utgiftsbehovet blev de oaktat sitt offentliga ursprung assimilerade med inkomsterna av Statens rent privaträttsliga jordinnehav och i jordeböckerna uppförda sida vid sida med kronoböndernas arrendeavgifter, den s.k. avraden. 
För såväl skatte- som kronoböndernas utskylder var ränta en gemensam beteckning. De jordatal, efter vilka denna utmätts, var olika för olika landskap, så småningom öretal i Svealandskapen, attung i Östergötland; därtill kom sedan mantalet, efter hand som detsamma förvandlats från en personlig till en real beräkningsgrund. Om de grunder, varefter räntorna utgick, gav jordeböckerna till en början sorgfälligt besked genom s.k. undervisningar. 
Från 1630-talet fann man dock onödigt att ange skattemått för utlagor, som var till själva sina belopp fastslagna, och uteslöt dem ur jordeboken, samtidigt med att alla de åldriga grundskatter, inkl. avraden, däri sammanfördes under benämningen årlig ränta, sedan även kallad jordeboksränta. Mantalet fick dock stå kvar som mått för framtida bevillningar. Många dylika blev under förra hälften av 1600-talet genom ny usurpation förvandlade till stående skatter (till exempel lantågsgärd, skjutsfärdspengar) för att sedan under början av 1700-talet under beteckningen mantalsränta införas i jordeböckerna vid sidan av jordeboksräntan, som likväl även den till en del utgick efter mantal. Båda blev genom förordning 1855 sammanförda under benämningen ränta. Räntan blev i sin ordning 1885 sammanförd med kronotionden under benämningen grundskatt.